# Langschwänziger Felsenwaran
Der Langschwänzige Felsenwaran (Varanus glebopalma) ist eine Waranart aus der Untergattung Odatria. Varanus glebopalma lebt ausschließlich in Australien, wo er weite Teile des Landes bewohnt. Die Erstbeschreibung erfolgte 1955 durch den australischen Zoologen Francis John Mitchell (1929–1970). In der englischen Sprache heißt die Art „black-palmed rock monitor“, „long-tailed rock monitor“ und „Twilight Monitor“.

## Körperbau, Aussehen
Ausgewachsen erreicht V. glebopalma eine Gesamtkörperlänge von 100 cm. Der Schwanz ist etwa doppelt so lang wie die Kopf-Rumpf-Länge. Der Rücken des Langschwänzigen Felsenwarans hat eine schwarze Grundfärbung, welche mit einigen beigen Schuppen verziert ist. An den Seiten bilden die beigen Schuppen ein ausgewogenes Netzmuster. In der Mitte des Rückens bilden die beige Schuppen Ozellen, die einen kleinen schwarzen Zentralfleck besitzen. Die Oberseiten des Kopfes und der Gliedmaßen haben eine schwarze Färbung, die mit kleinen cremefarbenen oder beigen Flecken verfließen. Auf den Gliedmaßen bilden sich größere Flecke als auf dem Rücken. An der Basis ist die Oberseite des Schwanzes meist schwarz gefärbt. Wohingegen die Oberseite der Schwanzspitze cremig bis gelb ist. Die Kehle ist weiß und mit einem hellrosa-beigen Netzmuster geschmückt. An der Lippe des Unterkiefers geht dieses Muster beidseitig in dunklere Streifen über. Die Brust und der Bauch sind in der Grundfarbe weiß und mit verschwommenen dunklen Querstreifen besetzt. Die Unterseite des Schwanzes und die der Gliedmaßen sind cremig gelb. Auf den Fußsohlen haften glänzende rundliche Schuppen, die in der Farbe dunkelbraun auftreten. Diese außergewöhnlichen Schuppen dienen dem Langschwänzigen Felsenwaran vermutlich als Polster. Durch das Fußpolster erhöht sich ihre Bodenhaftung an den zerklüfteten Felsbrocken, wenn sie mit hohem Thempo ihrer Beute hinterher rennen. Ihre Kopfschuppen sind im Verhältnis zu den Schuppen auf dem Körper viel glatter und kleiner, zudem sind sie auch noch ohne Musterung angeordnet. Das Nasenloch befindet sich in der Nähe der Schnauzenspitze, aber weit seitlich am Kopf. Um die Körpermitte sind 130 – 170 Schuppenreihen angeordnet. Der Umfang ihres Schwanzes ist fast rund und die dortigen Schuppen weisen keine Kiele auf. Die Schwanzspitze des Langschwänzigen Felsenwarans ist seitlich leicht abgeflacht.

## Lebensweise
Der Langschwänzige Felsenwaran geht am häufigsten während der Abenddämmerung auf Nahrungssuche. Sein englischer Name „Twilight Monitor“ (im deutschen Dämmerungs-Waran) deutet auf diese Besonderheit dieses Waranes hin. Obwohl die Tiere sehr scheu sind und eher zurückgezogen leben, kann man sie auch gelegentlich während der Tageszeit beobachten. HUSBAND (pers. Mitt.) beobachtete am Ubirri Rock im Kakadu National Park ein Tier, das sich in der Nacht noch auf Futtersuche befand. Die Tiere sind an felsige Landschaften gebunden. Durch die Besonderheit ihrer Fußsohlen können sie sich schnell und geschickt zwischen den Felsbrocken bewegen. Sie sind aufgrund ihrer Anpassung an ihren Lebensraum sogar in der Lage, senkrechte Felswände zu erklimmen.
Als Futter bevorzugt V. glebopalma mittelgroße bis große Insekten, Echsen und seltener auch kleine Wirbeltiere. VALENTIC (1994) beobachtete während der Dämmerung ein mittelgroßes Exemplar, welches eine Agame jagte, fing und anschließend auch verspeiste. Oft findet man große Anzahlen von Tieren in überschaubaren Gebieten. Viele vermuten deshalb, dass der Langschwänzige Felsenwaran sehr gesellig ist und nicht sehr revierbezogen lebt.
Andererseits meiden Männchen Kontakt miteinander. Dies könnte auf eine reviergebundene Lebensweise hindeutet. Weibchen legen Eier, wobei ein neugeschlüpftes Jungtier Ende Juli registriert wurde.

## Verbreitung
Sein Verbreitungsgebiet beginnt im Westen bei den Kimberleys im Northern Territory und verläuft im Osten bis zu Mount Isa in Queensland. Er lebt in den Bundesstaaten Western Australia und Queensland und in dem Territorium Northern Territory.

## Gefährdung
Vereinzelte Exemplare sterben, wenn sie die giftige Aga-Kröte fressen. Die IUCN listet die Art als nicht gefährdet (least concern) da keine weiteren Bedrohungen vorliegen und aufgrund einer stabilen Gesamtpopulation.